# Firewall (film)
Firewall je americký kriminální film z roku 2006. Natočil jej režisér Richard Loncraine podle scénáře Joea Forteho. Hlavní role ztvárnili Harrison Ford, Paul Bettany, Virginia Madsen, Mary Lynn Rajskub a Jimmy Bennett.

## Děj
Harrison Ford hraje IT experta ve velké bance Jacka Stanfielda, jemuž Bill Cox (Paul Bettany) se svou zločineckou skvadrou unesou rodinu, aby ho vydíráním přinutili velmi rafinovaným způsobem ukrást z účtů největších klientů banky desítky milionů dolarů. Navíc to vše chtějí hodit právě na Stanfielda, včetně vraždy jeho kolegy Harryho Romana (Robert Forster). Jack je však odhodlán udělat vše pro to, aby svou rodinu i sebe ochránil. S pomocí své asistentky Janet Stoneové (Mary Lynn Rajskub) přejde do „protiútoku“, zatlačí lupiče do úzkých a nakonec přemůže.

## Obsazení
| Harrison Ford         | Jack Stanfield  |
| Paul Bettany          | Bill Cox        |
| Virginia Madsen       | Beth Stanfield  |
| Mary Lynn Rajskub     | Janet Stone     |
| Jimmy Bennett         | Andy Stanfield  |
| Carly Schroeder       | Sarah Stanfield |
| Robert Forster        | Harry Romano    |
| Robert Patrick        | Gary Mitchell   |
| Nikolaj Coster Waldau | Liam            |
| Vince Vieluf          | Pim             |
| Alan Arkin            | Arlin Forester  |

## Ocenění
| Rok  | Ocenění             | Kategorie                                    | Nominovaný                    | Výsledek |
| ---- | ------------------- | -------------------------------------------- | ----------------------------- | -------- |
| 2007 | World Stunt Awards  | nejlepší souboj                              | Mike Carpenter a Jason Calder | nominace |
| 2007 | Young Artist Awards | Nejlepší herec v hlavní roli (10 let a méně) | Jimmy Bennett                 | nominace |